# E. O. 윌슨
에드워드 오즈번 윌슨(Edward Osborne Wilson, 1929년 6월 10일~2021년 12월 26일)은 미국의 생물학자이다. 하버드대학 생물학자로 개미 연구가 그의 연구 출발점이다. 그는 이후 생물학으로 사회성동물의 사회현상을 설명할 수 있다며 '사회생물학'을 주장했다. 1975년에 낸 책 '사회생물학'이 그 주장을 담고 있다. 사회생물학 주장을 인간에 적용한 게 그의 1978년 책 '인간본성에 대하여'이다. 그의 '사회생물학'은 학계에 유례없는 논란을 불러왔다. 그의 생각은 학문들이 옆 학문에 쌓은 담을 헐고 같이 연구를 해야하며, 생물학이 그 중심에 설 수 있다는 '통섭'으로 확대됐다. 1998년에 낸 책 '통섭'이 그 응고물이다.

## 성장배경
에드워드 오스본 윌슨은 1929년 6월 10일 앨라바마 주 버밍햄에서 태어났다.  어릴적 부터  자연과학에 관심이 많았다.  그의 부친은 알콜 중독자였으며 결국 자살을 했다.  그가 일곱 살이었을 때 그의 부모는 이혼을 했다.  그의 부모는 에드워드가 남부검은과부거미를 집에 가지고 왔을 때 계속 그것을 앞 베란다에서 키우도록 허가했다.  그의 부모가 이혼한 해에 에드워드는 낚시 사고로 인해 오른쪽 눈을 실명하게 되었다.  그는 비록 입체시(stereoscopic vision)을 잃었지만, 작은 곤충의 몸에 있는 작은 입자나 털들은 볼 수 있었다.  그로 인해, 큰 동물을 관찰하기 보다는 작은 곤충에 집중하는 계기가 되었다.

## 저서
- 사회생물학 ( Sociobiology: The New Synthesis,1975 ) 하버드대학교 출판사
- 통섭 (책)
- 인간 본성에 대하여 ( On Human Nature, 1978 ) 하버드대학교 출판사, 퓰리처상 일반 논픽션 부문 수상(1979)

## 같이 보기
- 최재천 (동물행동학자) : 하버드대학시절 윌슨의 제자.[1]